# Podonyi Hedvig
Podonyi Hedvig (Budapest, 1964. február 9. –) magyar újságíró, író.

## Pályája
1987-ben diplomázott a Budapesti Tanítóképző Főiskolán, majd 1999-ben a budapesti Közgazdaságtudományi Egyetemen PR-, marketing- és reklámmenedzseri végzettséget, 2006-ban a Grafológiai Intézetnél grafológus oklevelet, 2012-ben a Nemzeti Közszolgálati Egyetemen írásanalitikus szaktanácsadói diplomát szerzett.
1986 óta publikál, 1988-tól ír kulturális és ismeretterjesztő tematikájú cikkeket, szakcikkeket hetilapoknak, folyóiratoknak (Magyar Nők Lapja, Kiskegyed, Vasárnapi Hírek, Kurír, Családi lap, Vasárnapi Blikk, Hamu és Gyémánt, Kismama, Terézváros, Grafológia, Interpress magazin, 3. Évezred, Látkép stb.).
Alkalmazott szövegíróként, tartalomfejlesztőként is tevékenykedik marketing, online marketing területen.
Számos könyv és kiadvány szerkesztője, szöveggondozója.
2003-tól a Grafológia folyóirat felelős szerkesztője és állandó szerzője. 2007-2013: a Grafológiai Intézetben tanít (írástörténet, klasszikus elemzéstan), 2021-: a Lukács Oktatási Központban tanít (klasszikus elemzéstan, a rezonometria alapjai). 2017-2019: a Magyar Írástanulmányi Társaság elnöke.
2020-tól a HelloBaby magazin főszerkesztője.
Rendszeresen tart grafológiai és ismeretterjesztő előadásokat.

## Könyvei
- Ne félj! Irodalmi beszélgetések Szabó Magdával – 1997, Csokonai Kiadó (társszerző)
- Szeret engem a világ! Versek mondogatásra óvodásoknak, kisiskolásoknak – 2001, Magyar Könyvklub (társszerző)
- Zöldföld és Mohónia (mese) – 2002, Móra Kiadó. Versek: Fodor Ákos. Illusztrációk: Sajdik Ferenc
- Bertaberta (mesék) – 2005, Móra Kiadó. Illusztrációk: Szalma Edit
- Zsinagógák Magyarországon – 2005, Viva Media. Fotók: Tóth József (Füles)
- Múltunk hídjai – 2008, Magyar Örökségvédelmi Hivatal. Fotók: Tóth József (Füles)
- Mesebirodalom. Hatvan év legszebb meséi – 2010, Móra Kiadó (társszerző)
- Rejtőzködő Budapest – 2011, Semmelweis Kiadó. Fotók: Tóth József (Füles)
- KITŰnők. Hölgyportrék a múltból – 2014, Fekete Sas Kiadó
- Autogramok könyve – 2016, Semmelweis Kiadó (társszerzőként, Kolozs Andrással)
- Írásanalitikai kézikönyv – 2016, MÍTÉSZ (társszerzőként)
- Megállónyi novellák – 2019, POKET Zsebkönyvek (társszerzőként)
- Álljon meg egy novellára! – 2019, Athenaeum Kiadó (társszerzőként)
- Kép, jel, betű – Érdekes írások, írásos érdekességek. 2022, Fekete Sas Kiadó
- Embert írásáról –- Grafológia nem csak grafológusoknak – 2022, Kocsis Kiadó (társszerzőként)
- A sors keze; Cédrus Művészeti Alapítvány, Budapest, 2024

## Novellák, mesék
- Városnéző
- Végállomás Archiválva 2015. június 3-i dátummal a Wayback Machine-ben, Napkút XVI/2., 79. oldal
- A lábatlan ember Archiválva 2015. január 19-i dátummal a Wayback Machine-ben, Napkút XV/2., 120. oldal
- Ciceró Archiválva 2007. május 20-i dátummal a Wayback Machine-ben
- Örök emlék Archiválva 2016. március 4-i dátummal a Wayback Machine-ben
- Bertaberta meséi Archiválva 2016. március 4-i dátummal a Wayback Machine-ben
- Két idős hölgy
- A Háromkirályok
- 3x1
- A válasz

## Cikkek
- Szédítő tempó a papíron
- Csodás alkotások az őskorból. A világ legszebb barlangrajzai
- Előny vagy hátrány? Bal kézzel a jobbkezesek világában
- Mi köze a vízilónak a lóhoz?
- Interjú Vágó Réka cipődesignerrel
- Mesés játszótársunk: Mikola Péter
- Miért fontos, hogy meséljünk a kisgyermeknek?
- Minden szülés számít
- Lapos fejecske: nem csak esztétikai probléma

## Egyéb publikációk
- A korlátlan szabadság: magánzárka. Interjú Börcsök Máriával. Romeo és Rozália – 2005, C.E.T. Belvárosi Könyvkiadó
- Lettem, aki vagyok. Interjú Szabó Magdával, a Petőfi Irodalmi Múzeum honlapján
- 2002-től Fodor Ákos könyveinek szerkesztője
- 2006-ban az Így írtatok Ti: kutatás magyar írók, költők életének rejtélyei után – a grafológia eszközeinek segítségével c. országos grafológiai pályázat 1. helyezettje (megosztva). Pályázatának címe: Egy “másik” József Attila – legendaoszlatási kísérlet a költő életrajza és 15 kéziratmásolata alapján.
- 2017-ben a JCDeaux Álljon meg egy novellára! pályázatán 2500 pályázóból a legjobb 20 közé került, így novellája plakátokon is megjelent
- Hol vagy, Kajla? országismertető album 2019, szövegíró
- Hol vagy, Kajla? II. országismertető album 2020, szövegíró
- Hol vagy, Kajla? Kajla Körök 2021, szövegíró
- L. Horváth Katalin: Kulka Frigyes – Egy rendkívüli gyógyító emlékére. 2020, Napkút Kiadó. – Kulka Frigyes kézírásának elemzése
- Saly Noémi: Hatszáz tojás, egy se görbe – Molnár Julia szakátskönyve 1854. 2020, Ab Ovo Kiadói Kft. – kézíráselemzések
- Gyermekbetegségek c. könyv – 2020, Business Publishing Services Kft.: társszerző, szerkesztő
- A baba első éve c. könyv – 2021, Business Publishing Services Kft.: társszerző, szerkesztő
- Lépésről lépésre. A gyermek fejlődése 0-6 éves korig c. könyv – 2021, Business Publishing Services Kft.: társszerző, szerkesztő
- Szoptatás és táplálás c. könyv – 2021, Business Publishing Services Kft.: társszerző, szerkesztő
- Babaápolás c. könyv – 2021, Business Publishing Services Kft.: társszerző, szerkesztő
- Családtervezés c. könyv – 2022, Business Publishing Services Kft.: társszerző, szerkesztő
- Saly Noémi: Kalán lisztel stábold bé. Szerecsek Anna szakácskönyve, Vajdahunyad, 1848 körül. 2021, Ab Ovo Kiadói Kft. – kézíráselemzés
- Családtervezés c. kiadvány – 2022, Business Publishing Services Kft.: társszerző, szerkesztő
- Gyerekbarát kirándulások c. kiadvány – 2022, Business Publishing Services Kft.: társszerző, szerkesztő
- ÖKO – környezetvédelem, fenntarthatóság, újrahasznosítás c. kiadvány – 2022, Business Publishing Services Kft.: társszerző, szerkesztő
- Gyermekpszichológia c. kiadvány – 2022, Business Publishing Services Kft.: társszerző, szerkesztő
- Tracy Hogg – Melinda Blau: A babasuttogó minden problémát megold – 2022, Európa Kiadó: kontrollszerkesztő

## További szerkesztői munkák
Fodor Ákos-kötetek: Buddha Weimarban (2002), Még mindig (2006), Gonghangok (2009), Kis téli-zene (2013), Szabadesés (2014), Gyöngyök-göröngyök (2015), Zaj-szünet (2017), Zene-idő (2019), Jelentés az útról (2020).
Fodor Ákos-hangoskönyv: Benső beszéd: hangminta (2022).

## Külső hivatkozások
- Port.hu
- Koala magazin, 21. szám
- Meseutca, könyvismertető: Bertaberta Archiválva 2015. január 19-i dátummal a Wayback Machine-ben
- Interjú, Librarius
- Interjú, WMN
- Interjú, Életszépítők
- Interjú, Vates

1. ↑  PIM-névtér-azonosító. (Hozzáférés: 2020. július 4.)